# Niewiadów-Kolonia
Niewiadów-Kolonia (do 31 grudnia 2016 Niewiadów) – osada w Polsce położona w województwie łódzkim, w powiecie tomaszowskim, w gminie Ujazd.
W latach 1975–1998 miejscowość administracyjnie należała do województwa piotrkowskiego.